# Ивацевички рејон
Ивацевички рејон (блр. Івацэвіцкі раён; рус. Ивацевичский район) административна је јединица другог нивоа у северном делу Брестске области у Републици Белорусији. 
Административни центар рејона је град Ивацевичи.

## Географија
Ивацевички рејон обухвата територију површине 2.998,11 км² и на 3. је месту по површини међу рејонима Брестске области. Граничи се на истоку са Барановичким, Љахавичким и Ганцавичим рејоном, на југу је Пински, на југозападу Иванавски, на западу Бјарозавски, а на северозападу Пружански рејон (сви рејони Брестске области). На северу граничи са Слонимским рејоном Гродњенске области.
Протеже се у правцу запад-исток у дужини од 83 км, односно од севера ка југу 66 км. Укупна дужина граница рејона је око 250 км. 
Око 45% површине рејона је под шумама, док је око 750 км² под ораницама. Земљиште је углавном мочварно-тресетастог типа и заузима око половине територије рејона. На територији рејона постоји укупно 11 језера укупне површине преко 5.000 ha, а највеће је Виганавско језеро са површином од 2.600 ha. 
Највећи водоток на подручју рејона је река Шчара (део слива Њемена) са својом притоком Гривдом. Преко рејона пролази и Агински канал.
Клима је умереноконтинентална са јануарским просеком температуре од око −5,5°C и јулским од 18,2°C. Годишња сума падавина је око 595 мм.
Југоисточни део рејона је под управом националног парка Бјаловешка шума.

## Историја
Рејон је основан 15. јануара 1940. као Косавски са центром у граду Косави. Након што је радничка варош Ивацевичи 1947. административно уређена као градско насеље центар рејона је пресељен у то насеље, а самим тим је и промењено његово име. 
Рејон је краткорочно расформиран у периоду од 1962. до 1965. године. Његов административни центар Ивацевичи административно је уређен као град 1966. године.

## Демографија
Према резултатима пописа из 2009. на том подручју стално је било насељено 59.906 становника или у просеку 20,02 ст/км².
| 1959.  | 1970.  | 1979.  | 1989.  | 1999.  | 2009.  |
| ------ | ------ | ------ | ------ | ------ | ------ |
| 67.572 | 73.607 | 69.572 | 67.025 | 69.935 | 59.906 |

Основу популације чине Белоруси (94,43%), Руси (3,67%) и остали (1,9%).
Административно рејон је подељен на подручје градова Ивацевичи (који је уједно и административни центар рејона) и Косава, на варош Цељахани и на 18 сеоских општина.

## Саобраћај
Саобраћајну инфраструктуру рејона чине железница Брест—Минск и друмски правци М1 и Е30 (Брест (Козловичи)—граница ка Русији), Р2 (Стовпци—Ивацевичи—Бјароза—Кобрин), Р6 (Ивацевичи—Лагишин—Пинск—Столин) и Р44 (Ивацевичи—Косава—Ружани—Скидаљ).

## Занимљивости
У граду Косави 1746. рођен је Тадеуш Кошћушко - пољски и литвански национални херој, генерал и вођа устанка 1794. против Русије. Борио се у Америчком рату за независност као пуковник на страни Вашингтона. За заслуге у том рату добио је чин генерала.